# Culicoides homotomus
Culicoides homotomus är en tvåvingeart som beskrevs av Jean-Jacques Kieffer 1921. Culicoides homotomus ingår i släktet Culicoides och familjen svidknott. Inga underarter finns listade i Catalogue of Life.